# Argentré-du-Plessis
Argentré-du-Plessis település Franciaországban, Ille-et-Vilaine megyében. Lakosainak száma 4591 fő (2022. január 1.). Argentré-du-Plessis Brielles, Domalain, Erbrée, Étrelles, Gennes-sur-Seiche, Mondevert, Le Pertre és Saint-Germain-du-Pinel községekkel határos.

## Népesség
A település népességének változása:
| Lakosok száma | 2422 | 3045 | 3329 | 4021 | 4273 | 4294 | 4396 | 4502 | 4533 | 4591 |
|               | 1968 | 1982 | 1990 | 2006 | 2013 | 2015 | 2017 | 2019 | 2020 | 2022 |